# جيمس بوند
جيمس بوند (بالإنجليزية: James Bond)(يعرف أيضا بالعميل 007) شخصية خيالية لجاسوس بريطاني أبدعها المؤلف إيان فلمنغ في عام 1953 عبر أول رواية كازينو رويال. كتب فلمنغ عدة روايات وقصص قصيرة من بطولة بوند خلال حياته حتى مماته في 1964. ثم تابع التأليف الأدبي لروايات ومغامرات بوند كلا من كينغسلي أميس (الاسم المستعار روبرت مارخام)، جون بيرسون، جون غاردنر، ريموند بينسن وتشارلي هيغسون. إضافة لعدة كتاب كتبوا مغامرات بوند للإنتاج السينمائي مثل كريستوفر وود.
إلا ان شهرة بوند الحقيقية تحققت بشكل أساسي عن طريق السينما من خلال أربعة وعشرين فيلما من إنتاج إي أو إن برودكشنز بالإضافة لإنتاجين سينمائيين مستقلين ومسلسل أمريكي مستمد من روايات فلمنغ.

## ابتكار الشخصية
بسبب عمل المؤلف فعليا في جهاز المخابرات البريطانية في فترة من حياته جعله يعشق العمل المخابراتي مما حد به إلى كتابة رواية مليئة بالاكشن لبطل بريطاني أطلق عليه اسم (جيمس بوند) ويبدوا ان القصة قد راقت للملايين فراح يكمل السلسلة بعدد من المغامرات التي تحبس الأنفاس للشخصية. و قد اقتبس (فلمنغ) الاسم من كتاب يدعى (طيور جاميكا).

## ممثلي الشخصية
حتى الآن تعاقب على أداء شخصية بوند سبعة ممثلين في السلسلة الرسمية لجيمس بوند :
- باري نيلسون بدأ 1954 (ظهر في عرض أولي للشخصية في المسلسل التلفزيوني (casino royal)
- شون كونري أعوام 1962–1967; 1983,1971
- جورج لازينبي عام (1969)
- روجر مور أعوام (1973–1985)
- تيموثي دالتون أعوام (1987–1989)
- بيرس بروسنان أعوام (1995–2002)
- دانييل كريغ أعوام (2006– 2021)

## أفلام جيمس بوند
| 1. دكتور نو 2. من روسيا مع الحب 3. أصبع الذهب 4. كرة الرعد 5. أنت فقط تعيش مرتين 6. في الخدمة السرية لجلالتها | 1. الماس للأبد 2. عش ودعهم يموتون 3. لرجل ذو المسدس الذهبي 4. الجاسوس الذي أحبني 5. حاصد القمر | 1. من أجل عينيك فقط 2. الأخطبوطي 3. لا تقل أبدا مرة أخرى 4. نظرة إلى قتل 5. أضواء النهار الحية | 1. رخصة للقتل 2. العين الذهبية 3. الغد لا يموت 4. العالم ليس كافيا 5. مت في يوم آخر | 1. كازينو رويال 2. كم من العزاء 3. سكايفول 4. طيف 5. [لا وقت للموت |

## ألعاب الفيديو
- James bond Goldeneye
- James bond quantum of solace
- James bond bloodstone
- Nightfire: James Bond 007
- العين الذهبية 007 (لعبة فيديو 2010)

## وصلات خارجية
جيمس بوند- ويكيا